# Straša vas
Straša vas (nemško Schreckendorf) je naselje v Občini Škocjan v Podjuni v Okraju Velikovec na Koroškem v Avstriji.